# 亀山村 (滋賀県)
亀山村（かめやまむら）は、滋賀県犬上郡にあった村。現在の彦根市の南部、東海道本線（琵琶湖線）・河瀬駅の西から南西にかけての一帯にあたる。発足時の名称は安水村（やすみずむら）であった。

## 地理
- 河川：宇曽川

## 歴史
- 1889年（明治22年）4月1日 - 町村制の施行により、清崎村・賀田山村・安食中村・楡村・太堂村・千尋村の区域をもって安水村が発足。
- 1892年（明治25年）6月25日 - 安水村が改称して亀山村となる。
- 1956年（昭和31年）9月30日 - 彦根市に編入。同日亀山村廃止。

## 交通

### 鉄道路線
村域を日本国有鉄道の東海道本線が通過したが、駅は所在しなかった。河瀬駅が至近に所在。